# Capcom vs. SNK: Millennium Fight 2000
Capcom vs. SNK: Millennium Fight 2000 (japonês: カプコン バーサス エス・エヌ・ケイ ミレニアムファイト 2000, Hepburn: Kapukon Bāsasu Es-Enu-Kei Mireniamu Faito Nisen), também conhecido como CvS, é um jogo eletrônico de video game do gênero luta desenvolvido e publicado pela empresa Capcom Co., Ltd. em 6 de setembro de 2000 para a plataforma Arcade. Logo depois, em 9 de novembro de 2000, lançado no Japão para plataforma Dreamcast, com o título Capcom vs. SNK: Millennium Fight 2000 Pro (CvSPro).
O jogo também recebe uma versão para a plataforma PlayStation em 14 de agosto de 2001, sofrendo algumas mudanças de pouca relevância, pois já incluía os personagens Joe Higashi (Fatal Fury) e Dan Hibiki (Street Fighter Alpha), além dos novos golpes aos personagens já existentes e também novos modos de jogo da versão Dreamcast (novembro de 2000). Foi desenvolvido pela empresa Klein Computer Entertainment, publicado e distribuído por Capcom, para Estados Unidos e Europa com título resumido Capcom vs. SNK Pro, também no Japão com o mesmo título da versão Dreamcast.
Capcom vs. SNK é o segundo jogo pertencente à Série, que abrange personagens de jogos de luta mais famosos de ambas empresas(Crossover), como Street Fighter e The King of Fighters. Também é o primeiro jogo da série a possuir uma versão para Arcade.

## Sinopse
"Ano 2000 D.C. Um evento especial de artes marciais é planejado através da colaboração das duas mais poderosas organizações: Garcia Zaibatsu e Masters Foundation. O evento de gala — como esperado — irá diminuir os conflitos políticos entre as duas empresas.
Seu nome foi "Millennium Fight 2000". Muitos artistas marciais famosos entraram no torneio. Pessoas de todo o mundo concentram-se intensivamente nas lutas que estão por vir.
A tão esperada cerimônia de abertura foi um grande sucesso. Ninguém percebe os sinais do caos iminente."

## Personagens

### Capcom
| Personagem        | Origem                        |
| ----------------- | ----------------------------- |
| Ryu               | Street Fighter                |
| Ken               | Street Fighter                |
| Chun-Li           | Street Fighter II             |
| Guile             | Street Fighter II             |
| Dhalsim           | Street Fighter II             |
| Blanka            | Street Fighter II             |
| E. Honda          | Street Fighter II             |
| Dan Hibiki        | Street Fighter Alpha          |
| Sakura Kasugano   | Street Fighter Alpha 2        |
| Morrigan Aensland | Darkstalkers                  |
| Cammy             | Super Street Fighter II       |
| Zangief           | Street Fighter II             |
| Balrog            | Street Fighter II             |
| Vega              | Street Fighter II             |
| Sagat             | Street Fighter                |
| M. Bison          | Street Fighter II             |
| Akuma             | Super Street Fighter II Turbo |
| Evil Ryu          | Street Fighter Alpha 2        |

Nota
- Morrigan, Evil Ryu e Akuma são personagens escondidos.
- Alguns personagens tem seus nomes trocados nas plataformas conforme o país. por exemplo; Akuma  (EUA)/Gouki (Japão)
- Dan Hibiki é incluso na versão Millennium Fight 2000 Pro, Dreamcast e PlayStation.

### SNK
| Personagem       | Origem                                                            |
| ---------------- | ----------------------------------------------------------------- |
| Kyo Kusanagi     | The King of Fighters '94                                          |
| Iori Yagami      | The King of Fighters '95                                          |
| Mai Shiranui     | Fatal Fury 2                                                      |
| Terry Bogard     | Fatal Fury                                                        |
| King             | Art of Fighting                                                   |
| Benimaru Nikaido | The King of Fighters '94                                          |
| Kim Kaphwan      | Fatal Fury 2                                                      |
| Joe Higashi      | Fatal Fury                                                        |
| Yuri Sakazaki    | Art of Fighting Passa a ser jogável a partir de Art of Fighting 2 |
| Nakoruru         | Samurai Shodown                                                   |
| Vice             | The King of Fighters '96                                          |
| Raiden           | Fatal Fury                                                        |
| Ryo Sakazaki     | Art of Fighting                                                   |
| Ryuji Yamazaki   | Fatal Fury 3                                                      |
| Geese Howard     | Fatal Fury                                                        |
| Rugal Bernstein  | The King of Fighters '94                                          |
| Orochi Iori      | The King of Fighters '97                                          |

Nota
- Orochi iori e Nakoruru são personagens escondidos.
- Joe Higashi é incluso na versão Millennium Fight 2000 Pro, Dreamcast e PlayStation.

## Sistema de Jogo

### Ratio
Capcom vs. SNK utiliza um sistema de nível chamado Ratio que corresponde a força de cada personagem, podendo variar numa escala entre 1 a 4. Os times são formados por até 4 personagens. O número de personagens no time é determinado pela soma dos Ratios de cada personagem que não poder ultrapassar 4, ou seja, um determinado personagem possuir Ratio 1 somado a outro de Ratio 3, não poderá adicionar mais personagens, pois, o limite foi alcançado. A lista abaixo mostra todos os personagens incluindo seus Ratios;
Ratio 1
- Blanka, Dhalsim, Cammy White, Sakura Kasugano, Dan Hibiki**.
- Benimaru Nikaido, King, Vice, Yuri Sakazaki, Joe Higashi**.

Ratio 2
- Ryu, Ken Masters, Chun-Li, William Guile, Zangief, Edmond Honda, Balrog, Morrigan*.
- Kyo Kusanagi, Iori Yagami, Mai Shiranui, Terry Bogard, Raiden, Kim Kaphwan, Ryo Sakazaki, Nakoruru*.

Ratio 3
- Vega, Sagat, M.Bison.
- Ryuji Yamazaki, Rugal Bernstein, Geese Howard.

Ratio 4
- Evil Ryu*, Akuma*.
- Orochi Iori*.

OBSERVAÇÃO:
*Personagens secretos. 
**Personagens adicionados em Capcom vs. SNK Pro.

## Jogabilidade
Os controles são baseados em 8 direções e 4 botões de ataque, sendo eles dois para socos fraco e forte e dois para chutes fraco e forte. Seus comandos especiais são uma coletânea dos jogos principais das empresas, sendo como exemplos: "Super Jumps" (pulos mais altos que os normais), "Dash" (um impulso para frente ou trás), "Run" (comando de correr) e "Rolling" (comando de rolar; característica típica dos jogos da série KoF).

## Sistema Groove

### Capcom
Baseado no "A-ism" dos jogos do Street Fighter Alpha. Os personagens podem aculumar até 3 níveis de energia na barra de especial e golpes especiais podem ser executados de acordo com qual(is) botão(ões) usado(s) (sendo estes, botão fraco, botão forte e os dois juntos para níveis 1, 2 e 3 de especiais, respectivamente) e quantas barras de energia o jogador possuir.

### SNK
Baseado no "Extra Mode" dos jogos do The King of Fighters '94 ao The King of Fighters '98. Jogadores podem acumular energia na barra de "Extra Mode" segurando dois botões durante a luta e quando a barra estiver totalmente cheia, o ataque do lutador aumenta e a barra lentamente vai sendo consumida num certo período de tempo. Neste período, o personagem pode executar o especial de nível 2, esvaziando a barra. Outra maneira de se executar este especial é quando a barra de vida chega a um certo ponto crítico, onde ela começa a piscar; deste jeito, não é necessário a barra de especial cheia. Combinando a barra de vida no ponto crítico e a de especial totalmente cheia, o jogador pode executar um especial de nível 3.

## Crítica
Em geral, o jogo foi bem recebido por jogadores e críticos. Apesar disso, houve algumas críticas a respeito da lista de personagens, que é basicamente formada por personagens somente da série Street Fighter e The King of Fighters (sendo Morrigan Aensland, Darkstalkers; Raiden, Fatal Fury; e Nakoruru, Samurai Shodown — as únicas exceções). Já que ambas empresas têm um número extenso de franquias de jogos de luta, isto deveria fazer com que existisse uma maior variedade de personagens e de jogabilidades.
Outra limitação neste jogo foi o sistema de níveis, que foram pre-determinados para cada personagem, fazendo com que se reduza as possibilidades das formações de times. As versões de console até possuíam um modo onde duplas se enfrentavam, fazendo com que todos os personagens tinham nível 2.
Ambos os problemas foram resolvidos na sua continuação, Capcom vs. SNK 2".